# Valentín López Espíritu
Valentín López Espíritu (Cerro de Pasco, 31 de octubre de 1958 - Tarma, 30 de marzo del 2011) fue un profesor y político peruano. Fue alcalde de la provincia de Pasco entre 2003 y 2006 y alcalde del distrito de Simón Bolívar entre 1999 y 2002.
Nació en Cerro de Pasco, Perú, el 31 de octubre de 1958. Cursó sus estudios primarios y secundarios en su ciudad natal. Entre 1979 y 1984 cursó estudios superiores de educación en la Universidad Nacional Daniel Alcides Carrión y realizó una maestría en educación en la Universidad Nacional de Educación Enrique Guzmán y Valle entre 1988 y 1990. Desde 1990 fue catedrático en la misma universidad.
Su primera participación política se dio en las elecciones municipales de 1986 cuando fue candidato a una regiduría del distrito de Simón Bolívar por el Partido Aprista Peruano. En las elecciones municipales de 1998 fue elegido como alcalde de este distrito. Durante su gestión tentó su elección como congresista en las elecciones del 2001 sin éxito. Luego, en las elecciones municipales del 2002 fue elegido como alcalde provincial de Pasco por el APRA. Luego de su gestión, participó en las elecciones regionales del 2006 como candidato aprista a la presidencia del Gobierno Regional de Pasco sin éxito. Repetiría su intento en las elecciones regionales del 2010 quedando nuevamente en tercer lugar.
Finalmente, sería candidato a congresista por Pasco en las elecciones generales del 2011 por la Alianza Solidaridad Nacional. Falleció junto a su hermano Rolando López el 30 de marzo del 2011, diez días antes de la elección, en un accidente de tránsito en el que su camioneta se despistó y cayó al río Tarma tardándose siete días en encontrar su cadáver, el mismo que fue hallado a seis kilómetros del lugar del accidente. A pesar de su muerte, recibió un total de 7,687 votos preferenciales lo que le habría convertido en el tercer congresista más votado de esa elección en el departamento de Pasco.